# Jenny Randles
Jenny Randles este un autor britanic și fost director de investigații al BUFORA (Asociația Britanică pentru Cercetarea OZN-urilor; British UFO Research Association) în perioada 1982 - 1994.

## Lucrări publicate (selecție)
- The UFOs That Never Were, scrisă împreună cu Andy J. Roberts și Dr. David Clarke (ISBN 1902809351) Revizuită
- UFO Retrievals: The Recovery of Alien Spacecraft (ISBN 0713724935)
- Breaking the Time Barrier: The Race to Build the First Time Machine
- Time Storms: The Amazing Evidence of Time Warps, Space Rifts and Time Travel
- Supernatural Pennines
- Spontaneous Human Combustion
- Beyond Explanation
- U.F.O. Conspiracy: From the Official Case Files of the World's Leading-Nations
- UFOs and How to See Them
- The Unexplained: Great Mysteries of the 20th Century
- Supernatural Isle of Man 2003 Robert Hale LTD ISBN 0-7090-7076-4
- The UFO Conspiracy: The First Forty Years
- The Paranormal Year
- Psychic Detectives
- Men in Black: Investigating the Truth Behind the Phenomenon
- Time Travel: Fact, Fiction and Possibility
- The Afterlife: An Investigation into the Mysteries of Life After Death
- Science and the UFOs
- Complete Book of UFOs, The: Investigation into Alien Contacts and Encounters
- Alien Contact : Window on Another World, scrisă împreună cu Paul Whetnall, 1981
- UFO Study- ediție actualizată (2007